# Río Karnali
El río Karnali (o en la India, río Ghaghra) (en chino: K'ung-ch'iao Ho; en nepalí: Kauriala; en India, también llamado Gogra, Ghaghra o Ghagra, y en algunos distritos Khakra) es un largo río asiático que nace en el Tíbet chino y discurre por Nepal e India, uno de los mayores afluentes del río Ganges. Tiene una longitud de 1080 km y drena una amplia cuenca de 127 950 km² (similar a países como Grecia o Nicaragua). Es el más largo (507 km de longitud) y caudaloso de los río de Nepal. Su profundidad varía entre los 3-10 m, pero en algunas quebradas profundas en época de crecida puede llegar a alcanzar los 50-100 m.
Su nombre significa literalmente «agua santa de la montaña sagrada», aunque Karnali también significa «río Turquesa». 
El río es muy famoso por ser uno de los lugares más extremos para la práctica del ráfting.

## Geografía

### Curso del río en China
El río Karnali nace en la parte suroccidental de China, en la Región Autónoma del Tíbet, cerca de la triple frontera que forman China, Nepal e India. El río surge en las laderas meridionales del Himalaya, en los glaciares de Mapchachungo, a una altitud de unos 3962 m, cerca del lago Mana Sarovar y el lago Rakes. El río fluye en dirección sur un corto tramo por la meseta tibetana y tras pasar por Burang, sale pronto de China y se adentra en Nepal por su extremo noroccidental.

### Curso del río en Nepal

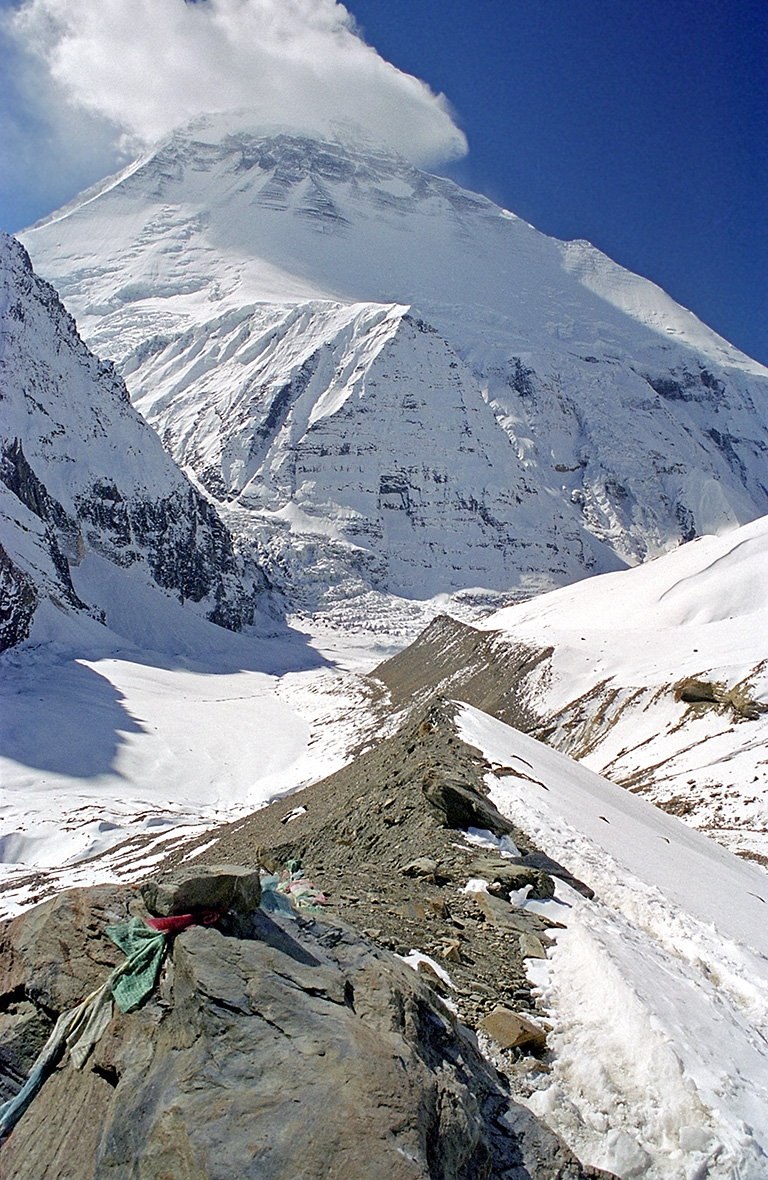
El río Karnali drena la cordillera del Dhaulagiri (la séptima cumbre del mundo).

En Nepal discurre por una de las regiones más remotas y menos exploradas de ese país, en la zona que lleva el mismo nombre que el río, zona de Karnali. Luego forma la frontera natural entre zonas: primero, entre Kernali, al este, y la zona de Seti, al oeste; y después, entre la zona de Bheri, al este, y Seti, al oeste. 
En Doti, al norte del monte Dundras, recibe al río Seti, de 202 km de largo, que drena la parte occidental de la cuenca. Sigue aguas abajo y cerca de Kuineghat, en Surkhet, se le une el largo río Bheri (264 km), que drena la parte oriental de la cuenca. Otros afluentes originarios de Nepal son los ríos Rapti y el pequeño Gandak.
En el tramo final por Nepal, el río es el límite occidental del gran Parque nacional Royal Bardia. Sale de la región montañosa, tras atravesar los montes Siwalik, por una espectacular garganta cerca de Chisapani y después el río se divide en una pequeña zona casi deltaica en numerosos canales, que finalmente resultan en dos ramas : el Geruva, a la izquierda, y el Kauralia, a la derecha. Ambos brazos salen por la parte meridional de Nepal y se internan en la India por su parte norcentral, por el estado de Uttar Pradesh.

### Curso del río en la India

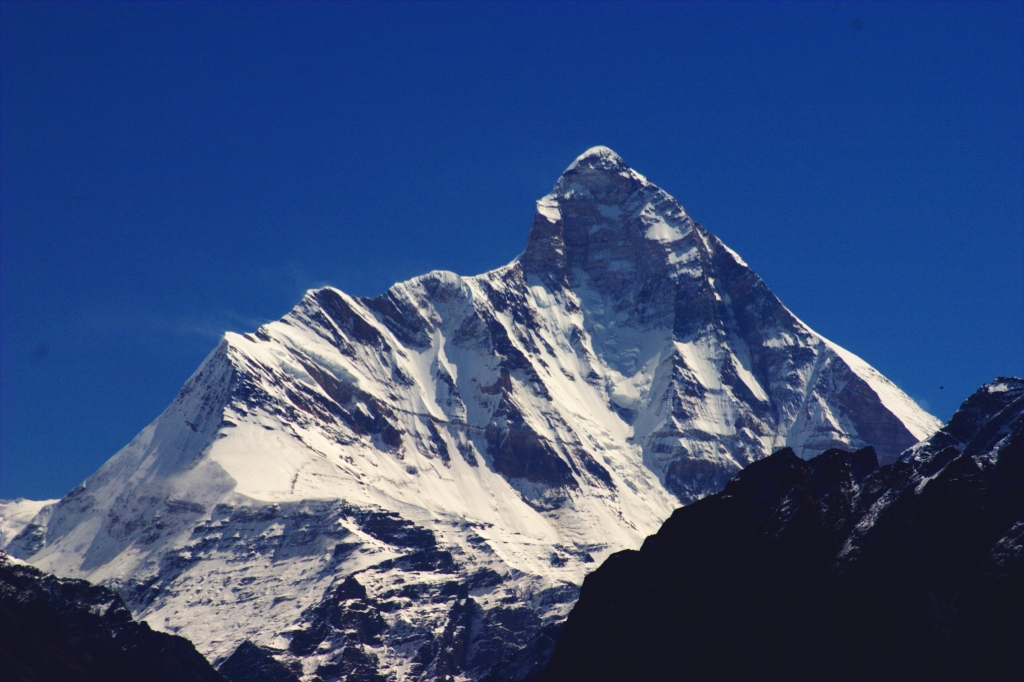
El río Karnali/Ghghara drena la cordillera del Nanda Devi.

Ambas ramas se vuelven a reunir al sur de la frontera con India, dando nacimiento al río Ghaghra propiamente dicho. El río ya es un tío típicamente de llanura, con muchos canales laterales, islas y una amplia zona de inundación. Sigue en dirección sur, pasando por Gularia, Manjhra, Mallanpur  y Ganeshpur. Aquí vira hacia el sureste, llegando a Faizabad, Ayodhya (la capital del reino de Daśaratha), Tanda, Dohrigat y Chilupar. Llega a un tramo en el que el río, hasta su desembocadura, será la frontera natural entre los estados de Uttar Pradesh, al suroeste, y Bihar, al noreste. Sigue por Amarpur, Taipur, Revelgani, Chapra y desemboca por la izquierda en el río Ganges, un poco por encima de la ciudad de Dorigani, llevando más agua que el propio Ganges antes de su confluencia.
Sus principales afluentes en la India son el río Sarda y el río Sarayu (350 km). El histórico río Sarayu de las tradiciones védicas se afirma que era sinónimo del moderno Ghaghara o de un afluente de él.

## Cuenca
La cuenca del Karnali se encuentra entre las sierras del Dhaulagiri y el Nanda Devi, en la parte occidental de Nepal y drena parte de la lluvia que se recoge en el Himalaya. La cuenca formada por el río tiene un área de captación total de 127 950 km² de los que el 45 % se encuentra en la India.
El crecimiento y las tendencias de desarrollo de diversos indicadores relacionados con las características demográficas, socioeconómicas y los programas de desarrollo en la cuenca en Nepal se explican brevemente.
La población de los distritos de la cuenca en Nepal aumentó de 1,9 millones en 1971 a 4,7 millones en 2001, casi un 250 % de aumento en más de tres décadas. Del mismo modo, la densidad media de población de la cuenca aumentó de 53 hab./km² en 1981 hasta 87 hab./km² en 2001. También hay un crecimiento constante en la población económicamente activa en los distritos de la cuenca. 
El promedio de tasa de alfabetización de los distritos de la cuenca ha aumentado desde un mero 7,5 %, en 1971, hasta el 45 % en 2001. El estatus social de las familias que viven de forma permanente en los distritos de la cuenca aumentó desde el 24 % en 1991 hasta el 31 % en 2001. 
La cuenca tiene una longitud total de carreteras de 2640 km. El ritmo de desarrollo de carreteras es muy lento en la cuenca de los distritos.

## Glaciares
En el Himalaya nepalí hay 3252 glaciares y 2323 lagos por encima de los 3500 m sobre el nivel del mar. Comprenden una superficie de 5323 km², con unas reservas de hielo estimadas de 481 km³. De ellos, en la cuenca del río Karnali hay 907 lagos y 1361 glaciares, con una superficie de 1 740,22 km² y una reserva de hielo de 127,72 km³.

## Zonas Administrativas (Nepal) / Distritos (India)
En Nepal, la cuenca del Karnali es una de las 14 zonas de Nepal localizada en la región montañosa del noroeste, la más remota de Nepal, todavía no accesible por carretera. Es la mayor zona de Nepal y ocupa aproximadamente un 15 % del total del país, unos 13 000 km². La capital de la zona es Jumla. Se divide en 5 distritos: Dolpa, Humla, Jumla, Kalikot y Mugu.
La zona de Karnali tiene la menor densidad de población de Nepal. No existen grandes ciudades ni localidades en sus orillas y en Nepal el río solamente es atravesado por una única carretera principal, la carretera Mahendra, que atraviesa Karnali Chisapani. Hay una nueva carretera en construcción en Jumala.
En la India, los distritos administrativos en la cuenca del Ghaghra son, en el estado de Uttar Pradesh, Ambedkarnagar, Azamgarh, Barabanki, Basti, Ballia, Bahraich, Deoria, Faizabad, Gonda, Gorakhpur, Sant Kabir Nagar, Jaunpur, Kheri, Lakhimpur y Sitapur; y en el estado de Bihar, el distrito de Siwan.